# Jacques Mesnage
Jacques Mesnage, né le 15 avril 1759 à Saint-Maur (Val-de-Marne) et mort le 20 octobre 1798 sur les côtes d’Irlande, est un général de brigade de la Révolution française.

## États de service
Il entre en service le 18 novembre 1776, dans les Gardes françaises, il passe caporal le 21 décembre 1780, sergent le 29 décembre 1783, et il est licencié avec le corps le 31 août 1789.
Il reprend du service comme sous-lieutenant dans la Garde nationale soldée de Paris à sa formation, et il rejoint le 104e régiment d’infanterie le 3 août 1791.  
Il est nommé capitaine le 13 novembre 1792, il participe aux campagnes de 1792 et de 1793, à l’armée du Nord, et le 12 mai 1793, il est envoyé en Vendée. Chef du 6e bataillon de la formation d’Orléans le 23 mai 1793, il se distingue le 11 octobre à la bataille de Châtillon, où il porte le drapeau tricolore. 
Il est nommé adjudant-général chef de brigade le 16 juillet 1795, et il décide la victoire à Quiberon le 21 juillet, en s’emparant du fort de Penthièvre. Son action déterminante lors de la prise du fort fait qu’il est promu au grade de général de brigade provisoire le jour même, par le général en chef Hoche. 
Il est confirmé dans son grade de général de brigade le 1er janvier 1796, et il commande à Chemillé le 25 février suivant, lorsqu’il fait surprendre et arrêter le chef vendéen Stofflet.
En 1797, il passe à l’armée de Sambre-et-Meuse, puis à celle de Mayence.
En août 1798, il est désigné pour faire partie de expédition d’Irlande, il s’embarque sur la frégate « l’Immortalité », et il quitte le port de Brest le 16 septembre suivant avec la division Bompard.
Après avoir échappé à la lutte désastreuse du 12 octobre, son bateau est attaqué et pris le 20 octobre par la frégate anglaise « Fish Guard ». Il meurt lors de ce combat.

## Sources
- (en) « Generals Who Served in the French Army during the Period 1789 - 1814: Eberle to Exelmans »
- Jacques Charavay, Les généraux morts pour la patrie 1792-1871, Paris : Au siège de la Société, 1887, p. 55.
- (pl) « Napoléon.org.pl »